# 928.
◄ | 9. stoljeće | 10. stoljeće | 11. stoljeće | ►
◄ | 890-ih | 900-ih | 910-ih | 920-ih | 930-ih | 940-ih | 950-ih | ►
◄◄ | ◄ | 925. | 926. | 927. | 928. | 929. | 930. | 931. | ► | ►►
Astronomija • Književnost • Kršćanstvo • Pravo • Promet

## Događaji
- Održan je Drugi splitski crkveni sabor

## Smrti
- 28. svibnja – Ivan X., papa

## Vanjske poveznice
|  | Zajednički poslužitelj ima još gradiva o temi 928. |